# Ctirad Kohoutek
Ctirad Kohoutek (født 18. marts 1929 i Zábřeh - død 19. september 2011 i Brno, Tjekkiet) var en tjekkisk komponist og lærer.
Kohoutek studerede komposition på Musikkonservatoriet i Brno og Janáček Academy of Music hos bl.a. Vilém Petrželka og Jaroslav Kvapil. Studerede herefter i England med Witold Lutoslawski og i Darmstadt med György Ligeti og Pierre Boulez. Han har skrevet en symfoni, orkesterværker, kammermusik, instrumentalværker, korværker, vokalværker etc.
Kohoutek underviste i komposition og musikteori på Janáček Academy of Music.

## Udvalgte værker
- Symfoni "Det store vendepunkt" (1960-1962) - for orkester
- Sinfonietta (1962-1963) - for orkester
- Violinkoncert (1958) - for violin og orkester
- "Lysets festligheder" (1974-1975) (symfoniske billeder) - for orkester